# كوسوكي كيتاجيما

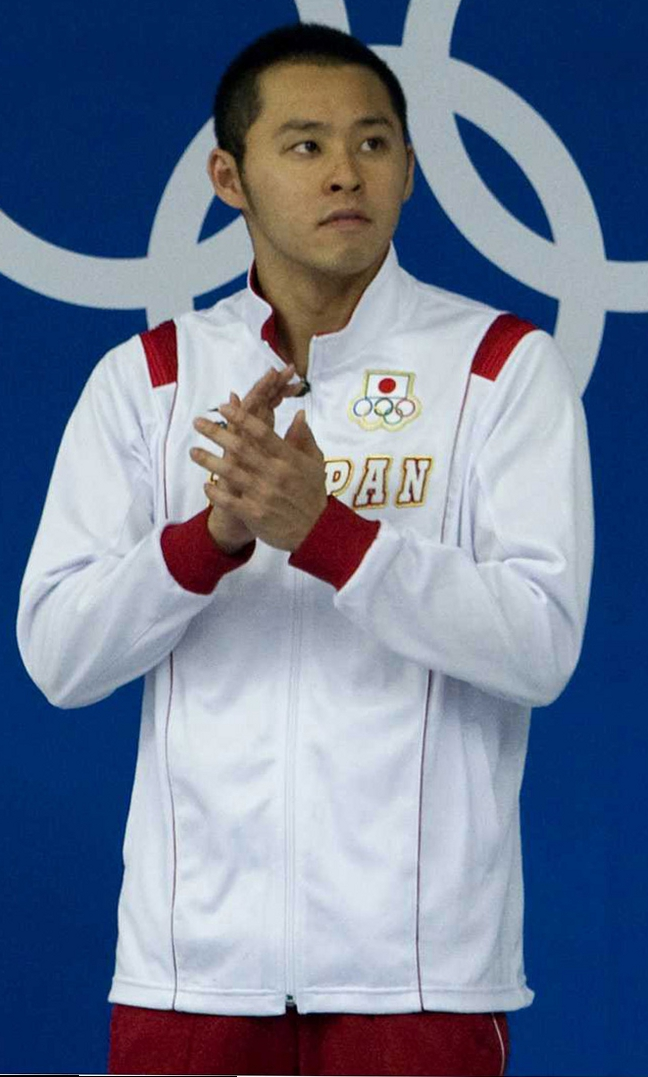
كوسوكي كيتاجيما.

كوسوكي كيتاجيما (Kosuke Kitajima) هو لاعب أولمبي لرياضة السباحة من اليابان. شارك في الأولمبياد الصيفي في 2004–2012، وفاز بما مجموعه 7 ميداليات.

## الميداليات
| ذهب | فضة | برونز | المجموع |
| 4   | 1   | 2     | 7       |

## روابط خارجية
- كوسوكي كيتاجيما على موقع الاتحاد الدولي للسباحة (الإنجليزية)
- كوسوكي كيتاجيما على موقع SwimRankings.net (الإنجليزية)
- كوسوكي كيتاجيما على موقع أوليمبيديا (الإنجليزية)